# Ateliers de Montigny-lès-Metz
Les ateliers de Montigny-lès-Metz étaient un centre de maintenance de la Société nationale des chemins de fer français (SNCF) situé à Montigny-lès-Metz, commune de la Moselle, voisine de Metz.
Les ateliers ont été ouverts en 1850 et ont entretenu successivement des locomotives à vapeur, des voitures voyageurs et des wagons de marchandises. Le site est fermé en 2013 mais devrait rouvrir en 2026.

## Situation ferroviaire
Les ateliers de Montigny-lès-Metz sont situés à environ 600 mètres à l'ouest de la gare de triage de Metz-Sablon, sur la ligne de Lérouville à Metz-Ville.

## Histoire
En 1850, un dépôt de locomotives est construit sur le site des ateliers. Le dépôt devient un atelier de réparations en 1856. Les ateliers sont agrandis vers 1860, pour permettre la réparation des wagons et voitures voyageurs. D'autres extensions sont réalisées par la Direction générale impériale des chemins de fer d'Alsace-Lorraine, puis par l'Administration des chemins de fer d'Alsace et de Lorraine.
Ces ateliers subirent trois bombardements au cours de la Seconde Guerre mondiale, puis le dynamitage des installations par les Allemands le 19 septembre 1944. Au lendemain de la guerre, trois établissements occupaient le site : l'arrondissement du matériel, les ateliers de locomotives à vapeur et l'entretien des wagons.
En 1972, le site devient établissement directeur de 21 500 wagons plats à bogies de grande longueur, 13 500 tombereaux à essieux et 1 000 wagons de service. À partir de 1975, il s'occupe également de l'entretien et de la réparation de 1 600 bogies Y19 et 19A et 105 000 bogies Y 25.
En 1980, les ateliers occupent une superficie de 14 hectares, dont 44 500 m2 couverts, et emploient 509 agents.

### Fermeture
La chute du fret ferroviaire dans les années 2000 provoque l'effondrement de l'activité de réparation d'essieux. Moins de 10 000 essieux sont traités à Montigny en 2009, ce chiffre chute à moins de 7 000 en 2011 et à moins de 4 300 en 2012. Le site est finalement fermé le 14 février 2013.

### Projet de réouverture
Un premier projet de réouverture des ateliers est évoqué en 2016 dans le cadre du démantèlement de 104 rames TGV Atlantique. La SNCF a finalement préféré Ambérieu-en-Bugey à Montigny.
En 2019, la région Grand Est annonce qu'elle va investir 90 millions pour créer un nouveau centre de maintenance des rames TER sur le site afin de décharger celui de Metz-Sablon arrivé à saturation. Quelque 28 000 mètres² de bâtiments seront démolis et remplacés par un nouvel édifice de 5 000 mètres².
Les travaux de démolition débutent en décembre 2019. À terme, le site s'occupera des rames TER 2N NG.
Début 2024, il est annoncé une mise en service en 2026. Le nouveau technicentre comportera un atelier avec quatre voies, une aire de lavage et des voies de stationnement. Il doit pouvoir entretenir 41 rames TER. Une plate-forme logistique de SNCF Réseau sera également réalisée. L'investissement représente 105 millions d'euros financés conjointement par la région et le Luxembourg.